# 泡泡糖公主
泡泡糖公主（英語：Princess Bubblegum）是卡通頻道的動畫《探險活寶》中的角色，本名為「邦妮貝爾」（Bonnibel）。是位口香糖人，相較於糖果王國的居民，他們都是糖果甜點 。她統治糖果王國，但在第六季第42集〈末日降臨〉中的選舉輸給壓倒性勝利的哇塞國王。 因此她不再統治糖果王國，並且哇塞國王取代王位，直到第七季第13集〈艾薇爾的神秘特輯：鬼王風暴〉糖果王國子民向哇塞國王暴動，才奪回王位。她精通科學，並能說出流暢的韓語以及德語。在2014年，奥利维亚·奥尔森（艾薇爾的配音員）在簽書會上，表示和泡泡糖公主與艾薇爾曾經約會過，但因爭議而無法得到官方證實；這段關係一直到最後一季的〈跟我一起來〉中，才有一個肯定的結論。

## 特徵

### 人格與特質
雖然泡泡糖公主生性善良且彬彬有禮或氣質，但受到挑釁時，她可能會發一段很大的脾氣。於〈一起看電影〉中艾薇爾稱泡泡糖邦妮貝爾。在第二季〈愚笨的人類〉被陰魔王附體後，意外破碎而回到13歲的樣子，但醫生沒足夠的口香糖提供彌補，但她的記憶仍完好無損 。於〈太年輕〉她憑藉糖果人吸收其生物質量再次變為18歲的樣子，從檸檬公爵收回她的王國。 於第四季〈恐怖替身〉已顯示出對泡泡糖公主的影響，因深覺自身薄弱，於是就做出了人面獅身克隆體歌莉亞。她也便強烈功利對所有人進行間諜活動，並從此更加採取果斷行動。

### 人際關係
她是主角小男孩阿寶的前愛人，兩位還是朋友時，年齡差異的緣故，成年的她對阿寶從未有愛戀之心，但在〈太年輕〉她13歲時短暫迷戀。阿寶交了新女友火焰公主後，他對她的感情似乎已經變淡，當她告訴阿寶要兩人分手，而阿寶向泡泡糖公主發火（阿寶認為她是在嫉妒，實際上是火焰公主的緣故，因為墜入愛河時足以毀滅地球。）。然而有些集數暗示阿寶可能仍對泡泡糖公主有感情（如在〈蟲蟲國王〉他夢到自己已結婚了）。雖然泡泡糖公主看似18歲，在《阿寶的前世記憶》中可知她實際上可能比她外貌老了許多。在2013年的電子遊戲《探險活寶：因為好奇所以探索地牢》中，泡泡糖公主說她827歲。奥利维亚·奥尔森（艾薇爾的配音）接受採訪時透露，艾薇爾和泡泡糖是前女友的關係，而這項消息是探險活寶創作彭德爾頓·沃德告訴她的。

## 物理外貌
泡泡糖公主有淺粉紅色的皮膚和洋紅色的頭髮，通常穿著粉紅色鑲邊，暗粉色蓬鬆袖子的長袖長衫，及紫色鑲邊的領子。

### 其他
泡泡糖公主的性轉換版，在第三季第9集《寶妹與皮姊》為泡泡王子（Prince Gumball）。只在冰霸王寫的同人小說中登場。跟泡泡糖公主一樣，口香糖球王子也有自己的忠誠同伴黑漆漆哥哥（Lord Monochromicorn）。另外就像泡泡糖公主能理解彩虹姊姊的韓語，而口香糖球王子可懂黑漆漆哥哥的摩斯電碼。口香糖球王子表現出對寶妹的浪漫感情，但實際上是冰霸后的偽裝。而真正的口香糖球王子也表現出寶妹的感情，並實質請求約會。

## 爭論
第三季《少了什麼》因為艾薇爾和泡泡糖公主之間過去隱密的關係而產生爭論。伴隨“精確的”回顧後，這場爭議風波傳得相當大，弗雷德瑞特工作室製作的影集之幕後花絮暗示編劇主動從影迷力求在泡泡糖公主和艾薇爾之間加入同性戀關係。該節目的執行製片人弗雷德·塞伯特演說“試圖讓該節目的觀眾介入，我們結合有兩種，影迷的揣摩和下流的同人藝術，實在有點超過。”。不久之後，重溫被YouTube播出，而《少了什麼》仍然播出。塞伯特決定刪除影片證明有爭議；《Bitch》雜誌後來寫道該集的文章“畢竟處理女慾望的女同性戀的慾望微妙而複雜的方式”，但去除回顧和工作室的感知爭議的處理是在對兒童電視接受同性戀是有害的。沃德後來討論了這一問題，並給了一個較為中性的觀點;他說“在網路上的所有如此多的極端立場”，他並沒有“真正想發表評論，（因為）吵得沸沸揚揚。”。
在2014年8月，艾薇爾的配音奥利维亚·奥尔森在從探險活寶百科全書巴諾書店簽書會告訴影迷人群，艾薇爾和泡泡糖公主曾約會過，但因為在某些地區播出時，同性戀是非法的，故始終未能明確的回答。奧爾森後來發文澄清她對泡泡糖和艾薇爾的關係是開個玩笑，並發文此後沒深入解釋就刪。

## 原文引註
1. ↑  Finn thinks she is doing it out of jealousy; when actually it is for Flame Princess, the act of falling in love can destroy the earth.
2. ↑  The controversy largely began after an accompanying "Mathematical" recap—a behind the scenes video series produced by Frederator Studios that implied that there were lesbian relations between Princess Bubblegum and Marceline and that the writing staff actively seeks input from fans.
3. ↑  "in trying to get the show’s audience involved we got wrapped up by both fan conjecture and spicy fanart and went a little too far."
4. ↑  "handled female desire—female queer desire at that—in a subtle but complex way"
5. ↑  "so many extreme positions taken on it all over the Internet"
6. ↑  "really want to comment on it [because] it was a big hullaballoo"